# 兵庫県道522号名坂宍粟線
兵庫県道522号名坂宍粟線（ひょうごけんどう522ごう なさかしそうせん）は、兵庫県姫路市から宍粟市に至る一般県道である。

## 概要
姫路市安富町名坂から宍粟市山崎町中に至る。

### 路線データ
- 起点：姫路市安富町名坂（兵庫県道430号東河内安富線交点）
- 終点：宍粟市山崎町中（兵庫県道537号田井中広瀬線交点）
- 総延長：5.129 km
- 通行不能区間：姫路市安富町名坂 - 宍粟市山崎町三谷

## 地理

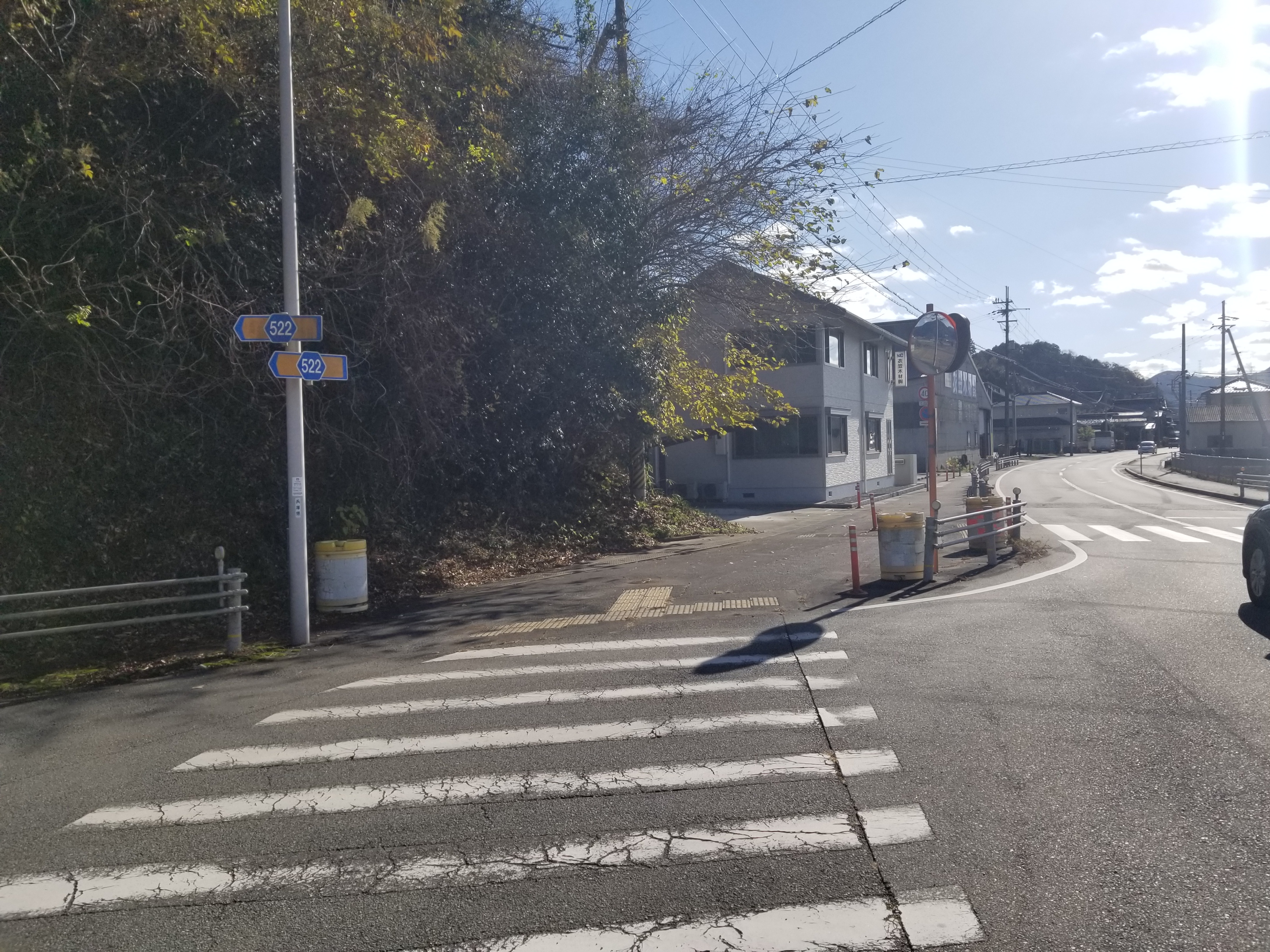
兵庫県道537号田井中広瀬線との交点

### 通過する自治体
- 兵庫県
  - 姫路市 - 宍粟市

### 交差する道路
| 交差する道路              | 市町村名 | 交差する場所 | 交差する場所 |
| ------------------------- | -------- | ------------ | ------------ |
| 兵庫県道430号東河内安富線 | 姫路市   | 安富町名坂   | 起点         |
| 通行不能区間              |          |              |              |
| 兵庫県道537号田井中広瀬線 | 宍粟市   | 山崎町中     | 終点         |

### 沿線
- 林田川（揖保川支流）
- 三谷川（揖保川支流）